# Королівський бейдж Вельзу
Королівський бейдж Вельзу був затверджений у травні 2008 року. Він базується на гербі валлійського принца ХІІІ століття Ллівелін Великий (блазований поквартально, чотирма левами змінених кольорів), з додаванням Корони Святого Едуарда на вершині суцільної стрічки, який разом з вінком, рослинні емблеми чотирьох країн Великої Британії оточують щит. Девіз, який з'являється на сувої, «PLEIDIOL WYF I'M GWLAD» («Я вірний своїй країні»), взятий з Державного Гімну Вельзу, а також зустрічається на валлійських конструкціях монет вартістю 1 фунт, викарбованих з 1985 до 2000 р.. Раніше бейдж з'являвся на обкладинках «Асамблейних заходів»; починаючи з референдуму 2011 року, він тепер з'являється на обкладинці актів прийнятих Сенедом, а його герб, стрічка та девіз зображені на валлійській печатці.
Поточний значок випливає з довгого ряду геральдичних символів, що представляють Вельз. Всі його попередники були варіаціями або Червоного дракона, стародавньої емблеми, відродженої Генріхом VII, або гербів Ллівеліна. Оскільки герби Англії, Шотландії та Ірландії представлені в Королівськомугербі Сполученого Королівства, Вельз не має такого представництва через те, що він був анексований та включений до Королівства Англії; тому Вельз не мав статусу нації у складі Королівства Англії та наступної Великої Британії. Символ, представлений у 2008 році, відповідно є геральдичним бейджем, а не гербом; В даний час Вельз не має офіційного герба.

## Історія

### Герб Великого Ллівеліна
До нормандського завоювання Вельзом правили низка королів і принців, чиї володіння зміщувались, а іноді і зливалися внаслідок війни, шлюбу та спадщини. Всім цим королям та принцам приписували особисті герби, часто ретроспективно, якщо вони жили до зародження геральдики, як це відомо зараз, і їх вживали їх нащадки у Вельзі. Двома основними валлійськими королівствами були Гвінед на півночі та Дехобарт на півдні. З них найбільш вдалим і останнім, нарешті, що зазнав краху, був Гвінед, і герб, який зараз вживають принци Вельзькі як щит від 1910 року, є історичним гербом династії Гвінеддів, як і остання корінні князі Вельзькі, в тому числі Ллівелін Великий та Ллівелін ап Груффуд. Ці герби мають блазон Почвертований щит, чотири леви змінних синього кольору та золота.

### Герб принців Вельзьких
Коли в 1911 році майбутнього короля Едуарда VIII було призначено принцом Вельзьким, був виданий ордер, що підтверджує його герб. Поряд зі звичайним королівським гербом із бризурою на «ламбрикену» зі трьому кінцями, його головний герб включав «inescutcheon surtout» увінчаний коронеткою і містить герб Ллевеліна Гвінедда, що символізує князівство Вельз.
Незрозуміло, чи вважали їх до цієї дати «гербом Вельзу» чи просто «гербом Ллівеліна». Але вони, звичайно, раніше не використовувались спадкоємцями англійського чи британського престолів; справді, у своїй книзі «Повне керівництво по геральдиці» 1909 року Артур Чарльз Фокс-Девіс писав: «Дуже шкодує, що герб Його Високопреосвященства Принц Уельський не містить … жодного натяку на його гідність Принца Вельзу або графа Честера». Єдиним натяком до цього нововведення на Вельз в королівському гербі було включення, серед багатьох інших значків, на вершину червоного дракона — королівського значка, на якому базується нинішній прапор Вельзу.
У 1960-х рр. для використання принцом Вельзьким у Вельзі було введено прапор гербів князівства, зіпсований вставним знаком його геральдичного коронета.
У 2007 році головуючий у Національній Асамблеї Вельзу вступив у дискусію з Принцем Вельзьким та Геральдичним коледжем щодо надання герба для офіційного використання Асамблеєю. Новий королівський бейдж, розроблений геральдичним королем Ордену підв'язки Пітером Гвін-Джонсом, був наданий в 2008 році на базі герба Ллівеліна.
| Традиційний герб Ллівеліна: Почетвертований зит з левами обернених червоного кольору та золота. | «Герб Вельзу», зображений в " Анналах та старожитностях графств і окружних сімей Вельзу " Томаса Ніколаса, 1872 рік. | Герб принца Вельського, з 1911 року. Вживавсяпринцем Едвардом, і принцем Чарльзом з 1958 року. | Прапор принца Вельзького, створений у 1960-х роках. |

## Червоний дракон Вельзу
Червоний дракон використовувався як символ, оскільки Генріх VII мав червоного дракона Кадваладр ап Кадваллона, зображеного на його королівському штандарті, накладеного на зелене та біле поле, що представляв династію Тюдорів, коли він пройшов маршем через Вельз на шляху до Босвортського поля. Його прапорщик сер Вільям Брендон був убитий Річардом III на полі бою. Після битви штандарт був доставлений до собору Святого Павла, щоб отримати благословення.
Під час свого правління Генріх VII також призначив Вільгельма Тиндейла або Тендейла королівським охоронцем герба, якого називали Червонодраконогнанець. Бейджем цього офісу був червоний дракон на зеленій горі.
Червоний дракон став офіційним королівським геральдичним бейджем лише 1800 року, коли Георг III видав королівський ордер на підтвердження бейджа, що описаний як: На зеленій горі червоний дракон із крилами.
Існує ще один бейдж для Вельзу, що належить принцам Вельзьким з 1901 року, червоний дракон на горі, але зі срібним ламбрикеном у три кінці на плечі, щоб відрізняти його від бейджа монарха. (Подібний ярлик із трьох кінців використовується в його гербі, клейноді та щитотримачах із тієї ж причини).

### Збільшення честі
У 1953 році бейдж отримав почесне примноження. Доповнений значок описується так: Всередині круглої срібної стрічки із золотою облямівкою девіз зеленими літерами Y DDRAIG GOCH DDYRY CYCHWYN («червоний дракон окрилює дії»), що покрита короною, впересічнений срібно-зелений щит, на якому Червоний Дракон, що йде. Вінстон Черчілль, прем'єр-міністр того часу, ненавидив дизайн бейджа, як це видно з наступної хвилини Кабміну від 1953 року:
P.M. [Churchill]
Odious design expressing nothg. but spite, malice, ill-will and monstrosity.
Words (Red Dragon takes the lead) are untrue and unduly flattering to Bevan.
Ll.G. [Gwilym Lloyd George — Minister for Food, later Home Secretary]
Wd. rather be on R[oyal] Arms. This (dating from Henry VII) will be somethg.
We get no recognition in Union — badge or flags.
У 1956 році цей бейдж був доданий до герба столиці Вельзу Кардіффу шляхом довішування його на найшийники двох щитотримачів. Бейдж був основою прапора Вельзу, в якому він розміщувався на біло-зеленому горизонтальному біколорі. У 1959 р. урядове використання цього прапора було відмовлено на користь чинного прапора Вельзу за наполяганням Горседда Бардів.
Бейдж використовувався Вельзьким бюро та його наступником Вельзьким бюро до січня 2017 року. Він використовувався в тимчасовому логотипі Національної асамблеї Вельзу, доки не був прийнятий логотип «динамічного дракона».
| Королівський штандарт Генріха Тюдора, який використовувався в битві при Босвортському полі в 1485 році. | Бейдж червоного дракона 1901 року принца Вельзького з білим рикінцевим комірцем. | Герб Кардіффа з бейджами на шиях щитотримачів. | Непопулярний прапор Вельзу, який використовувався з 1953 по 1959 рік, із збільшеним бейджем. | Прапор Вельзу, що використовується з 1959 р. |

## Інші символи
| Значок пір'я принца Вельзького, вперше використаний Едвардом Чорним принцом, спадкоємцем короля Англії Едуардом III. | Цибуля-пор є традиційним символом Вельзу і його використовує полк валлійської гвардії британської армії як бейдж. | Нарцис є національною квіткою Вельзу і іноді використовується в геральдиці, наприклад, на цьому гербі графа Ллойд-Джорджа Двіфора. |